# Rivieras
Rivieras (en francès Rivières) és un municipi francès situat al departament del Charente i a la regió de la Nova Aquitània. L'any 2007 tenia 1.883 habitants.

## Demografia

### Població
El 2007 la població de fet de Rivières era de 1.883 persones. Hi havia 680 famílies de les quals 151 eren unipersonals (57 homes vivint sols i 94 dones vivint soles), 283 parelles sense fills, 213 parelles amb fills i 33 famílies monoparentals amb fills.
La població ha evolucionat segons el següent gràfic:
Habitants censats

### Habitatges
El 2007 hi havia 757 habitatges, 700 eren l'habitatge principal de la família, 22 eren segones residències i 35 estaven desocupats. 749 eren cases i 7 eren apartaments. Dels 700 habitatges principals, 595 estaven ocupats pels seus propietaris, 100 estaven llogats i ocupats pels llogaters i 4 estaven cedits a títol gratuït; 3 tenien una cambra, 11 en tenien dues, 64 en tenien tres, 249 en tenien quatre i 373 en tenien cinc o més. 610 habitatges disposaven pel capbaix d'una plaça de pàrquing. A 265 habitatges hi havia un automòbil i a 402 n'hi havia dos o més.

### Piràmide de població
La piràmide de població per edats i sexe el 2009 era:
| Homes | Edats   | Dones |
| ----- | ------- | ----- |
| 4     | 95 o +  | 16    |
| 16    | 90 a 94 | 24    |
| 16    | 85 a 89 | 72    |
| 20    | 80 a 84 | 20    |
| 44    | 75 a 79 | 48    |
| 48    | 70 a 74 | 52    |
| 48    | 65 a 69 | 40    |
| 60    | 60 a 64 | 44    |
| 28    | 55 a 59 | 72    |
| 56    | 50 a 54 | 60    |
| 68    | 45 a 49 | 60    |
| 36    | 40 a 44 | 72    |
| 48    | 35 a 39 | 44    |
| 56    | 30 a 34 | 64    |
| 36    | 25 a 29 | 28    |
| 40    | 20 a 24 | 32    |
| 72    | 15 a 19 | 72    |
| 36    | 10 a 14 | 32    |
| 52    | 5 a 9   | 44    |
| 28    | 0 a 4   | 40    |

## Economia
El 2007 la població en edat de treballar era de 1.034 persones, 721 eren actives i 313 eren inactives. De les 721 persones actives 657 estaven ocupades (356 homes i 301 dones) i 64 estaven aturades (28 homes i 36 dones). De les 313 persones inactives 172 estaven jubilades, 53 estaven estudiant i 88 estaven classificades com a «altres inactius».

### Ingressos
El 2009 a Rivières hi havia 691 unitats fiscals que integraven 1.675 persones, la mediana anual d'ingressos fiscals per persona era de 17.516 €.

### Activitats econòmiques
Dels 39 establiments que hi havia el 2007, 1 era d'una empresa extractiva, 1 d'una empresa alimentària, 1 d'una empresa de fabricació de material elèctric, 3 d'empreses de fabricació d'altres productes industrials, 12 d'empreses de construcció, 9 d'empreses de comerç i reparació d'automòbils, 2 d'empreses de transport, 1 d'una empresa d'hostatgeria i restauració, 1 d'una empresa immobiliària, 6 d'empreses de serveis, 1 d'una entitat de l'administració pública i 1 d'una empresa classificada com a «altres activitats de serveis».
Dels 12 establiments de servei als particulars que hi havia el 2009, 4 eren paletes, 1 guixaire pintor, 6 fusteries i 1 empresa de construcció.
Dels 3 establiments comercials que hi havia el 2009, 1 era un supermercat, 1 una gran superfície de material de bricolatge i 1 una botiga de material esportiu.
L'any 2000 a Rivières hi havia 33 explotacions agrícoles que ocupaven un total de 768 hectàrees.

## Equipaments sanitaris i escolars
L'únic equipament sanitari que hi havia el 2009 era una farmàcia.
El 2009 hi havia una escola elemental.

## Poblacions més properes
El següent diagrama mostra les poblacions més properes.